# AFC Challenge League (2024/2025)
Ten artykuł dotyczy trwającego lub niedawnego wydarzenia sportowego. Informacje w nim zamieszczone mogą się zmienić lub zdezaktualizować wraz z postępem zdarzenia. Początkowe doniesienia, wyniki lub statystyki mogą być niepewne. Ostatnie aktualizacje do tego artykułu mogą nie odzwierciedlać najbardziej aktualnych informacji.
AFC Challenge League 2024/2025 – 1. sezon AFC Challenge League.
Zwycięzca AFC Challenge League 2024/2025 automatycznie zakwalifikuje się do fazy grupowej Ligi Mistrzów AFC Two 2025/2026.
Rozgrywki składają się z 3 części:
- fazy kwalifikacyjnej,
- fazy grupowej,
- fazy pucharowej.

## Format rozgrywek i podział miejsc
Od sezonu 2024/2025 AFC wprowadziło nowy format azjatyckich pucharów. Zmianom uległa faza kwalifikacyjna Ligi Mistrzów AFC Two, gdzie rozegrane zostaną dwa finały play-offów. Przegrani tych spotkań zagrają w fazie grupowej AFC Challenge League. Również w tych rozgrywkach przeprowadzana jest faza kwalifikacyjna z udziałem 4 drużyn, które zagrają dwa finały play-offów, zwycięzcy tych spotkań zagrają w fazie grupowej AFC Challenge League, natomiast przegrani odpadną z azjatyckich pucharów. W fazie grupowej weźmie udział 18 drużyn, podzielonych nie na 5 trzy- lub czterozespołowych grup, które zostaną podzielone na grupy wschodnią i zachodnią. Po rozegraniu fazy grupowej następuje faza pucharowa, ćwierćfinały i półfinał zostaną rozegrane w formie dwumeczu. Finał będzie natomiast pojedynczym meczem rozegranym na neutralnym terenie.
Miejsca dla federacji zostały rozdzielane poprzez współczynnik ligowy AFC z sezonu 2023/2024. W edycji 2024/2025 Ligi Mistrzów Two mogą wziąć udział 20 zespołów z 18 federacji piłkarskich zrzeszonych w AFC.
Prawo udziału w rozgrywkach można będzie uzyskać poprzez:
- zajęcie odpowiedniego miejsca w tabeli ligowej,
- odpadnięcie w eliminacjach Ligi Mistrzów AFC Two.

| Lp. | Federacja            | Punkty | Faza grupowa                                                         | Faza kwalifikacyjna                                                  |
| --- | -------------------- | ------ | -------------------------------------------------------------------- | -------------------------------------------------------------------- |
| –   | Zwycięzcy play-offów | –      | 2                                                                    | 0                                                                    |
| 11  | Kuwejt               | 20.069 | 1                                                                    | 0                                                                    |
| 12  | Turkmenistan         | 19.464 | 1                                                                    | 0                                                                    |
| 13  | Liban                | 17.761 | 1                                                                    | 0                                                                    |
| 14  | Syria                | 17.613 | 1                                                                    | 0                                                                    |
| 15  | Bangladesz           | 14.121 | 1                                                                    | 0                                                                    |
| 16  | Oman                 | 12.453 | 1                                                                    | 0                                                                    |
| 17  | Malediwy             | 9.467  | 1                                                                    | 0                                                                    |
| 18  | Palestyna            | 5.760  | 1                                                                    | 0                                                                    |
| 19  | Kirgistan            | 4.308  | 0                                                                    | 1                                                                    |
| 20  | Nepal                | 0.813  | 0                                                                    | 1                                                                    |
| 21  | Sri Lanka            | 0.630  | Sri Lanka nie posiada żadnego klubu z licencją na grę w rozgrywkach. | Sri Lanka nie posiada żadnego klubu z licencją na grę w rozgrywkach. |
| 22  | Bhutan               | 0.465  | 0                                                                    | 1                                                                    |
| 23  | Afganistan           | 0.090  | 0                                                                    | 1                                                                    |
| 24  | Pakistan             | 0.000  | Pakistan nie posiada żadnego klubu z licencją na grę w rozgrywkach.  | Pakistan nie posiada żadnego klubu z licencją na grę w rozgrywkach.  |
| 25  | Jemen                | 0.000  | Jemen nie posiada żadnego klubu z licencją na grę w rozgrywkach.     | Jemen nie posiada żadnego klubu z licencją na grę w rozgrywkach.     |

| Lp. | Federacja        | Punkty | Faza grupowa                                                                  | Faza kwalifikacyjna                                                           |
| --- | ---------------- | ------ | ----------------------------------------------------------------------------- | ----------------------------------------------------------------------------- |
| 11  | Korea Północna   | 16.117 | Korea Północna nie posiada żadnego klubu z licencją na grę w rozgrywkach.     | Korea Północna nie posiada żadnego klubu z licencją na grę w rozgrywkach.     |
| 12  | Indonezja        | 15.083 | 1                                                                             | 0                                                                             |
| 13  | Mjanma           | 8.287  | 1                                                                             | 0                                                                             |
| 14  | Kambodża         | 5.455  | 1                                                                             | 0                                                                             |
| 15  | Makau            | 2.800  | Makau nie posiada żadnego klubu z licencją na grę w rozgrywkach.              | Makau nie posiada żadnego klubu z licencją na grę w rozgrywkach.              |
| 16  | Chińskie Tajpej  | 2.067  | 1                                                                             | 0                                                                             |
| 17  | Laos             | 1.362  | 1                                                                             | 0                                                                             |
| 18  | Mongolia         | 0.250  | 1                                                                             | 0                                                                             |
| 19  | Brunei           | 18.428 | Brunei nie posiada żadnego klubu z licencją na grę w rozgrywkach.             | Brunei nie posiada żadnego klubu z licencją na grę w rozgrywkach.             |
| 10  | Guam             | 16.824 | Guam nie posiada żadnego klubu z licencją na grę w rozgrywkach.               | Guam nie posiada żadnego klubu z licencją na grę w rozgrywkach.               |
| 11  | Mariany Północne | 16.117 | Mariany Północne nie posiadają żadnego klubu z licencją na grę w rozgrywkach. | Mariany Północne nie posiadają żadnego klubu z licencją na grę w rozgrywkach. |
| 12  | Timor Wschodni   | 15.083 | Timor Wschodni nie posiada żadnego klubu z licencją na grę w rozgrywkach.     | Timor Wschodni nie posiada żadnego klubu z licencją na grę w rozgrywkach.     |

## Szczegółowy podział miejsc
Poniższa tablica pokazuje listę szczegółowego podziału miejsc.
|                            | Drużyny rozpoczynające udział | Zwycięzcy poprzedniej rundy                                          |
| -------------------------- | --- | -------------------------------------------------------------------- |
| Runda play-off (4 drużyny) | - 4 drużyny – zwycięzcy lig federacji 19-23 |                                                                      |
| Faza ligowa (18 drużyn)    | - 16 drużyn – drużyny, które zajęły odpowiednie miejsca w tabelach ligowych - 2 drużyny – drużyny, które przegrały spotkania o udział w Lidze Mistrzów AFC Two | - 2 zwycięzców rundy play-off                                        |
| Faza pucharowa (8 drużyn)  | | - mistrzowie i trzech najlepszych wicemistrzów grup z fazy grupowej. |

## Uczestnicy
Wykaz rundy dla zespołów z danego miejsca w danej lidze.
Oznaczenia:
- L1, L2, L3, L4, – drużyny, który zajęły odpowiednie miejsca w ligach krajowych,
- LMT – drużyny, które przegrały spotkania o udział w Lidze Mistrzów AFC Two

| Faza grupowa            | Faza grupowa            | Faza grupowa            | Faza grupowa       |
| Grupa Zachodnia         | Grupa Zachodnia         | Grupa Wschodnia         | Grupa Wschodnia    |
| ----------------------- | ----------------------- | ----------------------- | ------------------ |
| East Bengal FC (LMT)    | Al-Fotuwa SC (L1)       | Madura United FC (L2)   | SP Falcons FC (L1) |
| Al-Ahli Manama (LMT)    | Bashundhara Kings (L1)  | Shan United FC (L1)     |                    |
| Al-Arabi Kuwejt (L2)    | Al-Seeb Club (L1)       | Svay Rieng FC (L1)      |                    |
| FK Arkadag (L1)         | Maziya S&RC (L1)        | Taiwan Steel (L1)       |                    |
| Nejmeh SC (L1)          | Hilal Al-Quds Club (L1) | Young Elephants FC (L1) |                    |
| Play-off                |                         |                         |                    |
| Grupa Zachodnia         | Grupa Zachodnia         | Grupa Wschodnia         | Grupa Wschodnia    |
| Abdysz-Ata Kant (L1)    | Paro FC (L1)            |                         |                    |
| Church Boys United (L1) | Attack Energy SC (L1)   |                         |                    |

## Terminarz
Poniżej przedstawiono terminarz rozgrywek (wszystkie losowania odbędą się w siedzibie AFC w Kuala Lumpur).
| Faza           | Runda        | Data losowania   | Pierwszy mecz                    | Drugi mecz                       |              |
| -------------- | ------------ | ---------------- | -------------------------------- | -------------------------------- | ------------ |
| Kwalifikacje   | –            | –                | 13 sierpnia 2024                 | 13 sierpnia 2024                 |              |
| Faza grupowa   | –            | 22 sierpnia 2024 | 26 października–2 listopada 2024 | 26 października–2 listopada 2024 |              |
| Faza pucharowa | Ćwierćfinały |                  | 5–6 marca 2025                   | 12–13 marca 2025                 |              |
| Faza pucharowa | Półfinały    |                  | 9–10 kwietnia 2025               | 16–17 kwietnia 2025              |              |
| Faza pucharowa | Finał        |                  | 10 maja 2025                     | 10 maja 2025                     | 10 maja 2025 |

## Faza kwalifikacyjna
Do startu w fazie kwalifikacyjnej zostały uprawnione 4 drużyny z grupy zachodniej. Drużyny, które przegrają w tej rundzie, odpadają z azjatyckich pucharów.
| Drużyna 1          | Wynik | Drużyna 2        |
| ------------------ | ----- | ---------------- |
| Church Boys United | 1:2   | Paro FC          |
| Abdysz-Ata Kant    | 2:0   | Attack Energy SC |

## Faza grupowa
Losowanie odbędzie się 16 sierpnia 2024 roku. Do startu w fazie ligowej uprawnionych będzie 18 drużyn (w tym 2 zwycięzców drugiej rundy kwalifikacyjnej oraz 2 drużyny, które przegrały w eliminacji Ligi Mistrzów AFC Two). Każdy zespół rozegra w sumie 3 mecze (w grupie zachodniej) lub 2 mecze (w grupie wschodniej), raz z każdym grupowym rywalem. Zespoły będą sklasyfikowane w pięciu grupach. Mistrzowie i wicemistrzowie grup wschodnich oraz mistrzowie i jeden najlepszy wicemistrz z grup zachodnich awansują do ćwierćfinałów.

### Grupa A
| Lp. | Drużyna               | M | Mecze | Mecze | Mecze | Bramki | Bramki | Bramki | Pkt |
| Lp. | Drużyna               | M | W     | R     | P     | +      | −      | +/−    | Pkt |
| --- | --------------------- | - | ----- | ----- | ----- | ------ | ------ | ------ | --- |
| 1.  | East Bengal FC (A)    | 3 | 2     | 1     | 0     | 9      | 4      | +5     | 7   |
| 2.  | Nejmeh SC (E)         | 3 | 2     | 0     | 1     | 5      | 4      | +1     | 6   |
| 3.  | Paro FC (E, H)        | 3 | 1     | 1     | 1     | 5      | 5      | 0      | 4   |
| 4.  | Bashundhara Kings (E) | 3 | 0     | 0     | 3     | 1      | 7      | −6     | 0   |

### Grupa B
| Lp. | Drużyna                | M | Mecze | Mecze | Mecze | Bramki | Bramki | Bramki | Pkt |
| Lp. | Drużyna                | M | W     | R     | P     | +      | −      | +/−    | Pkt |
| --- | ---------------------- | - | ----- | ----- | ----- | ------ | ------ | ------ | --- |
| 1.  | FK Arkadag (A)         | 3 | 2     | 0     | 1     | 6      | 4      | +2     | 6   |
| 2.  | Al-Arabi Kuwejt (A, H) | 3 | 2     | 0     | 1     | 5      | 3      | +2     | 6   |
| 3.  | Abdysz-Ata Kant        | 3 | 2     | 0     | 1     | 4      | 2      | +2     | 6   |
| 4.  | Maziya S&RC (E)        | 3 | 0     | 0     | 3     | 1      | 7      | −6     | 0   |

### Grupa C
| Lp. | Drużyna                | M | Mecze | Mecze | Mecze | Bramki | Bramki | Bramki | Pkt |
| Lp. | Drużyna                | M | W     | R     | P     | +      | −      | +/−    | Pkt |
| --- | ---------------------- | - | ----- | ----- | ----- | ------ | ------ | ------ | --- |
| 1.  | Al-Seeb Club (A, H)    | 3 | 3     | 0     | 0     | 9      | 0      | +9     | 9   |
| 2.  | Al-Ahli Manama (E)     | 3 | 0     | 2     | 1     | 1      | 2      | −1     | 2   |
| 3.  | Hilal Al-Quds Club (E) | 3 | 0     | 2     | 1     | 0      | 3      | −3     | 2   |
| 4.  | Al-Fotuwa SC (E)       | 3 | 0     | 2     | 1     | 1      | 6      | −5     | 2   |

### Grupa D
| Lp. | Drużyna                | M | Mecze | Mecze | Mecze | Bramki | Bramki | Bramki | Pkt |
| Lp. | Drużyna                | M | W     | R     | P     | +      | −      | +/−    | Pkt |
| --- | ---------------------- | - | ----- | ----- | ----- | ------ | ------ | ------ | --- |
| 1.  | Shan United FC (A, H)  | 2 | 1     | 1     | 0     | 4      | 2      | +2     | 4   |
| 2.  | Taiwan Steel (A)       | 2 | 1     | 1     | 0     | 5      | 4      | +1     | 4   |
| 3.  | Young Elephants FC (E) | 2 | 0     | 0     | 2     | 2      | 5      | −3     | 0   |

### Grupa E
| Lp. | Drużyna              | M | Mecze | Mecze | Mecze | Bramki | Bramki | Bramki | Pkt |
| Lp. | Drużyna              | M | W     | R     | P     | +      | −      | +/−    | Pkt |
| --- | -------------------- | - | ----- | ----- | ----- | ------ | ------ | ------ | --- |
| 1.  | Madura United FC (A) | 2 | 1     | 1     | 0     | 2      | 1      | +1     | 4   |
| 2.  | Svay Rieng FC (A)    | 2 | 1     | 0     | 1     | 3      | 3      | 0      | 3   |
| 3.  | SP Falcons FC (E, H) | 2 | 0     | 1     | 1     | 1      | 2      | −1     | 1   |

### Klasyfikacja II miejsc strefy zachodniej
| Lp. | Drużyna             | M | Mecze | Mecze | Mecze | Bramki | Bramki | Bramki | Pkt |
| Lp. | Drużyna             | M | W     | R     | P     | +      | −      | +/−    | Pkt |
| --- | ------------------- | - | ----- | ----- | ----- | ------ | ------ | ------ | --- |
| B.  | Al-Arabi Kuwejt (A) | 3 | 2     | 0     | 1     | 5      | 3      | +2     | 6   |
| A.  | Nejmeh SC (E)       | 3 | 2     | 0     | 1     | 5      | 4      | +1     | 6   |
| C.  | Al-Ahli Manama (E)  | 3 | 0     | 2     | 1     | 1      | 2      | −1     | 2   |

## Faza pucharowa
Do startu w fazie pucharowej uprawnione są 4 najlepsze drużyny ze strefy zachodniej (mistrzowie grup i najlepszy wicemistrz) oraz 4 najlepsze drużyny ze strefy wschodniej (po 2 najlepsze zespoły z każdej grupy). Do dalszych etapów turnieju przechodzą zwycięzcy poszczególnych dwumeczów. Jeśli wynik w regulaminowym czasie meczu rewanżowego nie zostanie rozstrzygnięty

### Drabinka
|  |                  |                  |             |             |             |  |  |          |          |          |          |          |  |  |       |       |       |
|  | Ćwierćfinał      | Ćwierćfinał      | Ćwierćfinał | Ćwierćfinał | Ćwierćfinał |  |  | Półfinał | Półfinał | Półfinał | Półfinał | Półfinał |  |  | Finał | Finał | Finał |
|  | Ćwierćfinał      | Ćwierćfinał      | Ćwierćfinał | Ćwierćfinał | Ćwierćfinał |  |  | Półfinał | Półfinał | Półfinał | Półfinał | Półfinał |  |  | Finał | Finał | Finał |
|  |                  |                  |             |             |             |  |  |          |          |          |          |          |  |  |       |       |       |
|  |                  |                  |             |             |             |  |  |          |          |          |          |          |  |  |       |       |       |
|  | Svay Rieng FC    | Svay Rieng FC    | 6           | 1           | 7           |  |  |          |          |          |          |          |  |  |       |       |       |
|  | Svay Rieng FC    | Svay Rieng FC    | 6           | 1           | 7           |  |  |          |          |          |          |          |  |  |       |       |       |
|  | Shan United FC   | Shan United FC   | 2           | 2           | 4           |  |  |          |          |          |          |          |  |  |       |       |       |
|  | Shan United FC   | Shan United FC   | 2           | 2           | 4           |  |  |          |          |          |          |          |  |  |       |       |       |
|  |                  |                  |             |             |             |  |  |          |          |          |          |          |  |  |       |       |       |
|  |                  |                  |             |             |             |  |  |          |          |          |          |          |  |  |       |       |       |
|  | Taiwan Steel     | Taiwan Steel     | 0           | 0           | 0           |  |  |          |          |          |          |          |  |  |       |       |       |
|  | Taiwan Steel     | Taiwan Steel     | 0           | 0           | 0           |  |  |          |          |          |          |          |  |  |       |       |       |
|  | Madura United FC | Madura United FC | 0           | 3           | 3           |  |  |          |          |          |          |          |  |  |       |       |       |
|  | Madura United FC | Madura United FC | 0           | 3           | 3           |  |  |          |          |          |          |          |  |  |       |       |       |
|  |                  |                  |             |             |             |  |  |          |          |          |          |          |  |  |       |       |       |
|  |                  |                  |             |             |             |  |  |          |          |          |          |          |  |  |       |       |       |
|  | Al-Arabi Kuwejt  | Al-Arabi Kuwejt  | 1           | 2           | 3           |  |  |          |          |          |          |          |  |  |       |       |       |
|  | Al-Arabi Kuwejt  | Al-Arabi Kuwejt  | 1           | 2           | 3           |  |  |          |          |          |          |          |  |  |       |       |       |
|  | Al-Seeb Club     | Al-Seeb Club     | 0           | 2           | 2           |  |  |          |          |          |          |          |  |  |       |       |       |
|  | Al-Seeb Club     | Al-Seeb Club     | 0           | 2           | 2           |  |  |          |          |          |          |          |  |  |       |       |       |
|  |                  |                  |             |             |             |  |  |          |          |          |          |          |  |  |       |       |       |
|  |                  |                  |             |             |             |  |  |          |          |          |          |          |  |  |       |       |       |
|  | East Bengal FC   | East Bengal FC   | 0           | 1           | 1           |  |  |          |          |          |          |          |  |  |       |       |       |
|  | East Bengal FC   | East Bengal FC   | 0           | 1           | 1           |  |  |          |          |          |          |          |  |  |       |       |       |
|  | FK Arkadag       | FK Arkadag       | 1           | 2           | 3           |  |  |          |          |          |          |          |  |  |       |       |       |
|  | FK Arkadag       | FK Arkadag       | 1           | 2           | 3           |  |  |          |          |          |          |          |  |  |       |       |       |

Uwagi:

* Zwycięstwo po dogrywce

** Zwycięstwo po rzutach karnych.

### Ćwierćfinały
| Drużyna 1                            | Wynik dwumeczu | Drużyna 2        | Pierwszy mecz | Drugi mecz |
| ------------------------------------ | -------------- | ---------------- | ------------- | ---------- |
| Al-Arabi Kuwejt                      | 3:2            | Al-Seeb Club     | 1:0           | 2:2        |
| East Bengal FC                       | 1:3            | FK Arkadag       | 0:1           | 1:2        |
| Svay Rieng FC                        | 7:4            | Shan United FC   | 6:2           | 1:2        |
| Taiwan Steel                         | 0:3            | Madura United FC | 0:0           | 0:3        |
| Po lewej gospodarz pierwszego meczu. |                |                  |               |            |

### Półfinały
| Drużyna 1                            | Wynik dwumeczu | Drużyna 2        | Pierwszy mecz | Drugi mecz |
| ------------------------------------ | -------------- | ---------------- | ------------- | ---------- |
| Al-Arabi Kuwejt                      | 2:3            | FK Arkadag       | 2:0           | 0:3        |
| Svay Rieng FC                        | 6:3            | Madura United FC | 3:0           | 3:3        |
| Po lewej gospodarz pierwszego meczu. |                |                  |               |            |

### Finał
| 10 maja 2025 14:00 CEST | Svay Rieng FC | 1:2 | FK Arkadag | Morodok Techo National Stadium, Phnom Penh (Kambodża) |
|                         |               |     |            |                                                       |